# 肥皂劇人生
《肥皂劇人生》（英語：Telenovela）為一部於2015年12月7日在NBC開播的美國情境喜劇。2016年5月13日，NBC宣布取消本劇。

## 故事
講述一位不會說西班牙語的著名拉丁女星，每天參演西班牙語肥皂劇而發生的趣事。

## 卡司

### 主要角色
- 伊娃·朗歌莉亞 飾演 安娜·蘇菲亞·卡爾德隆（Ana Sofia Calderon）

《帕希翁的法則》（Las Leyes de Pasión）女主角，曾獲得6座艾美獎。
- 真卡洛斯·凱尼拉 飾演 “哈維”爾·卡斯帝諾（Xavier "Xavi" Castillo）

安娜的前夫，因外遇而與安娜離婚，《帕希翁的法則》的男主角。
- 黛安娜·瑪麗亞·瑞娃（英语：Diana-Maria Riva） 飾演 咪咪·孟卡達（Mimi Moncada）

安娜的摯友，《帕希翁的法則》的服裝師，3個孩子的媽，丈夫正在服刑中後出獄。
- 阿莫瑞·諾拉斯克 飾演 羅德里戈·蘇亞瑞茲（Rodrigo Suarez）

於《帕希翁的法則》中飾演反派。
- 何塞·莫瑞諾·布魯克斯（英语：Jose Moreno Brooks） 飾演 蓋爾·加尼卡（Gael Garnica）

安娜的摯友，為一名同性戀者。於《帕希翁的法則》中飾演與安娜有著情愫的警察。
- 潔丹·道格拉斯（英语：Jadyn Douglas） 飾演 蘿西·利歐斯（Roxie Rios）

《帕希翁的法則》中最年輕的演員，卻有些少根筋。
- 艾莉克絲·梅芮賽絲 飾演 伊莎貝拉·聖誕瑪麗亞（Isabela Santamaria）

前肥皂劇女主角，非常嫉妒安娜，為安娜的敵對，是個非常冷血無情的資深女演員。
- 伊齊·迪亞茲（Izzy Diaz） 飾演 艾薩克·阿奎羅（Isaac Aguero）

節目的總編劇，總是在寫完劇本的隔天，忘記自己所寫的劇情。一直秘密住在片場裡。暗戀蘿西。

### 常設角色
- 扎卡里·列維 飾演 詹姆斯·麥克馬洪（James McMahon）

VivaVision電視台新任主席，喜歡安娜。在辭去主席一職後，選擇遠行卻失足摔落山涯。
- 胡安·卡洛斯·坎圖（Juan Carlos Cantu） 飾演 古斯塔沃（Gustavo）

《帕西翁的法則》的演員。
- 菲利浦·加西亞（Phillip Garcia） 飾演 帕布羅（Pablo）

《帕西翁的法則》製作助理。

### 客串角色
- 法蘭克·格瑞許（Frank Gerrish） 飾演 艾德·聖誕瑪麗亞（Ed Santamaria）

伊莎貝拉的丈夫，非常深愛伊莎貝拉。
- 艾莉克絲·梅芮賽絲 飾演 卡門·聖誕瑪麗亞（Carmen Santamaria）

伊莎貝拉的邪惡雙胞胎妹妹，與伊莎貝拉曾經因爭奪同一角色而反目，一心想摧毀伊莎貝拉。
- 費歐娜·古柏曼（英语：Fiona Gubelmann） 飾演 凱莉（Kelly）

哈維的新女友，實為安娜的驚悚狂粉。

## 集數
| 集數 | 標題                         | 導演          | 編劇                                                                                         | 播出日期                                     | 製作代碼 | 美國收視 （18-49歲） | 美國收視 （百萬） |
| ---- | ---------------------------- | ------------- | -------------------------------------------------------------------------------------------- | -------------------------------------------- | -------- | -------------------- | ----------------- |
| 1    | 試播集 Pilot                 | 史蒂夫·平克   | 故事：克莉希·皮翠希 ＆ 潔西卡·戈德史坦 ＆ 羅伯特·哈林 劇本：克莉希·皮翠希 ＆ 潔西卡·戈德史坦 | 2015年12月7日                                | 101      | 1.4/4                | 5.34              |
| 2    | 邪惡雙胞胎 Evil Twin         | 雷吉納·哈德林 | 羅伯特·賽德斯                                                                                | 2015年12月7日                                | 102      | 0.9/3                | 3.35              |
| 3    | 動彈不得 Trapped in a Well   | 邁克爾·威佛   | 克莉希·皮翠希 潔西卡·戈德史坦                                                                | 2015年12月7日（網路） 2015年12月28日（電視） | 103      | 0.6/2                | 2.23              |
| 4    | 吻 The Kiss                  | 弗瑞德·高斯   | 梅樂蒂·德勒香                                                                                | 2016年1月4日                                 | 104      | 1.3/4                | 4.56              |
| 5    | 對手 The Rivals              | 肯·維汀漢姆   | 萊拉·柯罕-米契歐                                                                             | 2016年1月11日                                | 105      | 1.0/3                | 3.61              |
| 6    | 颶風 The Hurricane           | 伊娃·朗歌莉亞 | 克雷格·傑拉德 馬修·辛曼                                                                      | 2016年1月18日                                | 106      | 1.1/3                | 3.87              |
| 7    | 戀愛踩剎車 The Grand Gesture | 迪倫·K·梅辛   | 馬科斯·盧耶瓦諾斯                                                                            | 2016年1月25日                                | 107      | 0.9/3                | 3.29              |
| 8    | 性教育 Sexual Awakening      | 小維多·內利   | 丹娜·佛曼 丹妮兒·施奈德                                                                      | 2016年2月1日                                 | 108      | 0.8/2                | 3.06              |
| 9    | 舊愛回歸 Split Personalities | 大衛·華倫     | 喬許·貝索 ＆ 喬納森·費納                                                                     | 2016年2月8日                                 | 109      | 0.9/3                | 3.34              |
| 10   | 舊情未了 Caught in the Act   | 弗瑞德·高斯   | 賈米爾·薩利姆                                                                                | 2016年2月15日                                | 110      | 0.7/2                | 2.33              |
| 11   | 狂粉 The Stalker             | 史蒂夫·平克   | 克莉希·皮翠希 ＆ 潔西卡·戈德史坦                                                             | 2016年2月22日                                | 111      | 0.9/3                | 2.94              |

## 製作
2015年1月16日，NBC宣布預訂13集。2015年10月19日，宣布因檔期安排因素，本劇將與《爆笑超市》共同從原預訂的13集縮減2集成11集。2015年11月，本劇劇名從更為，後又再次改為。2016年5月13日，本劇正式被取消。

### 播出
本劇於2015年12月7日晚間10點跟隨在《美國之聲》之後首播，並一次播放2集（1小時），同日，於NBC官網釋出第3集。原定不會在電視上播出的第3集，後被NBC安排在2015年12月28日晚間9點30分首播，並於2016年1月4日晚間8點30分起，開始首播全新集數。

## 評價
於Metacritic整合的評論中，本劇獲得63分（滿分100分；20位評論家），屬普遍的好評。於爛番茄整合的評論中，本劇獲得63%新鮮度、5.9/10分（19位評論家），評論家共識：「由迷人的伊娃·朗歌莉亞領銜討喜的卡司，《肥皂劇人生》是部具有娛樂可期性笑料的喜劇。」

## 收視
| 季數 | 播出時間（ET）                                                                                   | 集數 | 首映          | 首映          | 季終          | 季終          | 電視季度 | 18–49歲 收視 排名 | 18–49歲 收視 平均 | 收視人数 排名 （百萬） | 平均 收視人数 （百萬） |
| 季數 | 播出時間（ET）                                                                                   | 集數 | 日期          | 收視 （百萬） | 日期          | 收視 （百萬） | 電視季度 | 18–49歲 收視 排名 | 18–49歲 收視 平均 | 收視人数 排名 （百萬） | 平均 收視人数 （百萬） |
| ---- | ------------------------------------------------------------------------------------------------ | ---- | ------------- | ------------- | ------------- | ------------- | -------- | ----------------- | ----------------- | ---------------------- | ---------------------- |
| 1    | 星期一 10:00 pm（Ep 1） 星期一 10:30 pm（Ep 2） 星期一 9:30 pm（Ep 3） 星期一 8:30 pm（Ep 4–11） | 11   | 2015年12月7日 | 5.34          | 2016年2月22日 | 2.94          | 2015–16  | 100               | 1.3               | 104                    | 4.40                   |

## 獎項
| 年度 | 大獎   | 獎項                           | 入圍者                         | 結果 |
| ---- | ------ | ------------------------------ | ------------------------------ | ---- |
| 2016 | 形象獎 | 最佳黃金時段電視節目獎－喜劇類 | 最佳黃金時段電視節目獎－喜劇類 | 提名 |
| 2016 | 形象獎 | 最佳女演員獎－電視類           | 伊娃·朗歌莉亞                  | 提名 |
| 2016 | 形象獎 | 最佳男配角獎－電視類           | 真卡洛斯·凱尼拉                | 提名 |
| 2016 | 形象獎 | 最佳男配角獎－電視類           | 何塞·莫瑞諾·布魯克斯           | 提名 |
| 2016 | 形象獎 | 最佳女配角獎－電視類           | 艾莉克絲·梅芮賽絲              | 提名 |
| 2016 | 形象獎 | 最佳女配角獎－電視類           | 黛安娜·瑪麗亞·瑞娃             | 提名 |

## 外部連結
- 官方网站（英文）
- 互联网电影数据库（IMDb）上《肥皂劇人生》的资料（英文）